# Atlas II

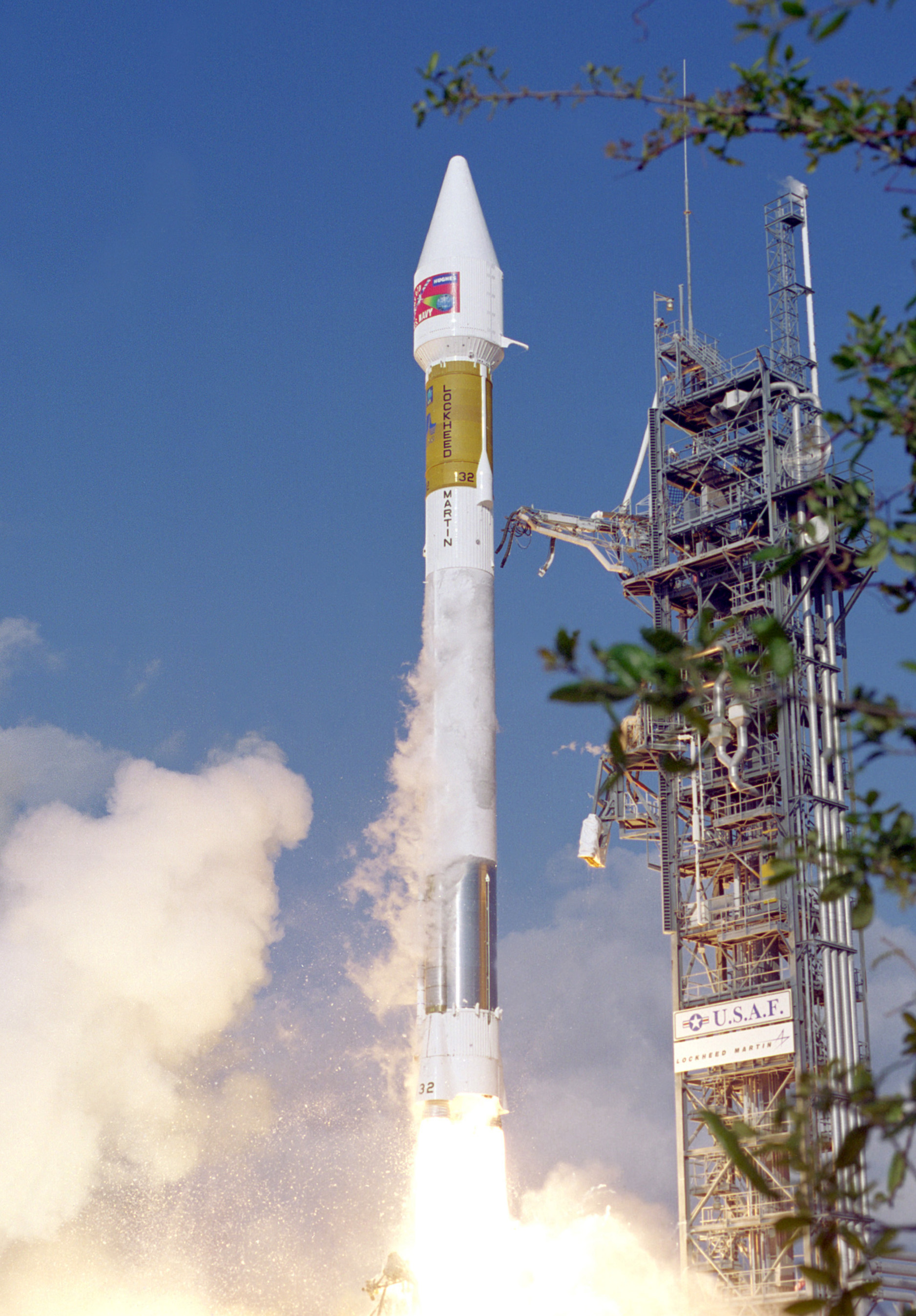
O lançamento de um foguete Atlas II.

O Atlas II foi um membro da família Atlas de veículos de lançamento, que evoluiu a partir do bem sucedido
programa de mísseis Atlas da década de 50.
O Atlas II, foi o último foguete da família Atlas a usar o esquema de três motores no primeiro estágio, sendo dois descartados durante o voo (um estágio e meio),
os tanques e outros elementos estruturais foram mantidos. Ele foi projetado para colocar cargas úteis em órbita baixa, órbita de transferência geosíncrona ou 
simplesmente órbita geossíncrona. Sessenta e três lançamentos do Atlas II, IIA e IIAS ocorreram entre 1991 e 2004. O Atlas III (maior), foi usado entre
2000 e 2005, e o Atlas V, ainda está em uso.

## Histórico de lançamentos

### Atlas II
| Voo    | Data                    | Rampa de lanzamento   | Carga               | Resultado | Notas         |
| ------ | ----------------------- | --------------------- | ------------------- | --------- | ------------- |
| AC-102 | 7 de dezembro de 1991   | Cabo Canaveral LC-36B | Eutelsat II F3      | Sucesso   | Primeiro voo. |
| AC-101 | 11 de fevereiro de 1992 | Cabo Canaveral LC-36A | DSCS-3 B14 (USA-78) | Sucesso   |               |
| AC-103 | 2 de julho de 1992      | Cabo Canaveral LC-36A | DSCS-3 B12 (USA-82) | Sucesso   |               |
| AC-104 | 19 de julho de 1993     | Cabo Canaveral LC-36A | DSCS-3 B9 (USA-93)  | Sucesso   |               |
| AC-106 | 28 de novembro de 1993  | Cabo Canaveral LC-36A | DSCS-3 B10 (USA-97) | Sucesso   |               |
| AC-112 | 29 de janeiro de 1995   | Cabo Canaveral LC-36A | UFO 4 (USA-108)     | Sucesso   |               |
| AC-116 | 31 de maio de 1995      | Cabo Canaveral LC-36A | UFO 5 (USA-111)     | Sucesso   |               |
| AC-119 | 22 de outubro de 1995   | Cabo Canaveral LC-36A | UFO 6 (USA-114)     | Sucesso   |               |
| AC-125 | 25 de julho de 1996     | Cabo Canaveral LC-36A | UFO 7 (USA-127)     | Sucesso   |               |
| AC-132 | 16 de março de 1998     | Cabo Canaveral LC-36A | UFO 8 (USA-138)     | Sucesso   | Último voo    |

### Atlas IIA
| Voo    | Data                   | Rampa de lanzamento   | Carga                              | Resultado | Notas         |
| ------ | ---------------------- | --------------------- | ---------------------------------- | --------- | ------------- |
| AC-105 | 10 de junho de 1992    | Cabo Canaveral LC-36B | Intelsat K                         | Sucesso.  | Primeiro voo. |
| AC-107 | 3 de agosto de 1994    | Cabo Canaveral LC-36A | DirecTV-2                          | Sucesso   |               |
| AC-110 | 29 de novembro de 1994 | Cabo Canaveral LC-36A | Orion 1                            | Sucesso   |               |
| AC-114 | 7 de abril de 1995     | Cabo Canaveral LC-36A | AMSC-1                             | Sucesso   |               |
| AC-118 | 31 de julho de 1995    | Cabo Canaveral LC-36A | DSCS-3 B7 (USA-113)                | Sucesso   |               |
| AC-120 | 15 de dezembro de 1995 | Cabo Canaveral LC-36A | Galaxy 3R                          | Sucesso   |               |
| AC-122 | 3 de abril de 1996     | Cabo Canaveral LC-36A | Inmarsat-3 F1                      | Sucesso   |               |
| AC-123 | 8 de setembro de 1996  | Cabo Canaveral LC-36B | GE-1                               | Sucesso   |               |
| AC-124 | 21 de novembro de 1996 | Cabo Canaveral LC-36A | Hot Bird 2                         | Sucesso   |               |
| AC-129 | 18 de dezembro de 1996 | Cabo Canaveral LC-36B | Inmarsat-3 F3                      | Sucesso   |               |
| AC-128 | 8 de março de 1997     | Cabo Canaveral LC-36A | Tempo 2                            | Sucesso   |               |
| AC-131 | 25 de outubro de 1997  | Cabo Canaveral LC-36A | DSCS-3 B13 (USA 134) / Falcon Gold | Sucesso   |               |
| AC-109 | 29 de janeiro de 1998  | Cabo Canaveral LC-36A | Quasar 12 (SDS-3 1, USA 137)       | Sucesso   |               |
| AC-134 | 9 de outubro de 1998   | Cabo Canaveral LC-36B | Hot Bird 5                         | Sucesso   |               |
| AC-130 | 20 de outubro de 1998  | Cabo Canaveral LC-36A | UFO 9 (USA 141)                    | Sucesso   |               |
| AC-136 | 23 de novembro de 1999 | Cabo Canaveral LC-36B | UFO 10 (USA 146)                   | Sucesso   |               |
| AC-138 | 21 de janeiro de 2000  | Cabo Canaveral LC-36A | DSCS-3 B8 (USA 148)                | Sucesso   |               |
| AC-137 | 3 de maio de 2000      | Cabo Canaveral LC-36A | GOES 11                            | Sucesso   |               |
| AC-139 | 30 de junho de 2000    | Cabo Canaveral LC-36A | TDRS-8                             | Sucesso   |               |
| AC-140 | 20 de outubro de 2000  | Cabo Canaveral LC-36A | DSCS-3 B11 (USA 153)               | Sucesso   |               |
| AC-142 | 23 de julho de 2001    | Cabo Canaveral LC-36A | GOES 12                            | Sucesso   |               |
| AC-143 | 8 de março de 2002     | Cabo Canaveral LC-36A | TDRS-9                             | Sucesso   |               |
| AC-144 | 5 de dezembro de 2002  | Cabo Canaveral LC-36A | TDRS-10                            | Sucesso   | Último voo.   |

### Atlas IIAS
| Voo    | Data                    | Rampa de lanzamento    | Carga                                                                 | Resultado | Notas         |
| ------ | ----------------------- | ---------------------- | --------------------------------------------------------------------- | --------- | ------------- |
| AC-108 | 16 de dezembro de 1993  | Cabo Canaveral LC-36B  | Telstar 401                                                           | Sucesso.  | Primeiro voo. |
| AC-111 | 6 de outubro de 1994    | Cabo Canaveral LC-36B  | Intelsat 703                                                          | Sucesso   |               |
| AC-113 | 10 de janeiro de 1995   | Cabo Canaveral LC-36B  | Intelsat 704                                                          | Sucesso   |               |
| AC-115 | 22 de março de 1995     | Cabo Canaveral LC-36B  | Intelsat 705                                                          | Sucesso   |               |
| AC-117 | 29 de agosto de 1995    | Cabo Canaveral LC-36B  | JCSAT-3                                                               | Sucesso   |               |
| AC-121 | 2 de dezembro de 1995   | Cabo Canaveral LC-36B  | SOHO                                                                  | Sucesso   |               |
| AC-126 | 1 de fevereiro de 1996  | Cabo Canaveral LC-36B  | Palapa C1                                                             | Sucesso   |               |
| AC-127 | 17 de fevereiro de 1997 | Cabo Canaveral LC-36B  | JCSAT-4                                                               | Sucesso   |               |
| AC-133 | 28 de julho de 1997     | Cabo Canaveral LC-36B  | Superbird C                                                           | Sucesso   |               |
| AC-146 | 4 de setembro de 1997   | Cabo Canaveral LC-36A  | GE-3                                                                  | Sucesso   |               |
| AC-135 | 5 de outubro de 1997    | Cabo Canaveral LC-36B  | EchoStar III                                                          | Sucesso   |               |
| AC-149 | 8 de dezembro de 1997   | Cabo Canaveral LC-36B  | Galaxy 8i                                                             | Sucesso   |               |
| AC-151 | 28 de fevereiro de 1998 | Cabo Canaveral SLC-36B | Intelsat 806                                                          | Sucesso   |               |
| AC-153 | 18 de junho de 1998     | Cabo Canaveral SLC-36B | Intelsat 805                                                          | Sucesso   |               |
| AC-152 | 16 de fevereiro de 1999 | Cabo Canaveral SLC-36A | JCSAT-6                                                               | Sucesso   |               |
| AC-154 | 12 de abril de 1999     | Cabo Canaveral SLC-36A | Eutelsat W3                                                           | Sucesso   |               |
| AC-155 | 23 de setembro de 1999  | Cabo Canaveral SLC-36A | EchoStar V                                                            | Sucesso   |               |
| AC-141 | 18 de dezembro de 1999  | Vandenberg SLC-3E      | EOS-AM 1                                                              | Sucesso   |               |
| AC-158 | 3 de fevereiro de 2000  | Cabo Canaveral SLC-36B | Hispasat 1C                                                           | Sucesso   |               |
| AC-161 | 14 de julho de 2000     | Cabo Canaveral SLC-36B | EchoStar VI                                                           | Sucesso   |               |
| AC-157 | 6 de dezembro de 2000   | Cabo Canaveral SLC-36A | Quasar 13 (SDS-3 2, USA-155)                                          | Sucesso   |               |
| AC-156 | 19 de junho de 2001     | Cabo Canaveral SLC-36B | ICO F2                                                                | Sucesso   |               |
| AC-160 | 8 de setembro de 2001   | Vandenberg SLC-3E      | Intruder 5A (NOSS-3 1A, USA-160) / Intruder 5B (NOSS-3 1B, USA-160-2) | Sucesso   |               |
| AC-162 | 11 de outubro de 2001   | Cabo Canaveral SLC-36B | Quasar 14 (SDS-3 3, USA 162)                                          | Sucesso   |               |
| AC-159 | 18 de setembro de 2002  | Cabo Canaveral SLC-36A | Hispasat 1D                                                           | Sucesso   |               |
| AC-164 | 2 de dezembro de 2003   | Vandenberg SLC-3E      | Intruder 6A (NOSS-3 2A, USA-173) / Intruder 6B (NOSS-3 2B, USA-173-2) | Sucesso   |               |
| AC-165 | 5 de fevereiro de 2004  | Cabo Canaveral SLC-36A | AMC-10                                                                | Sucesso   |               |
| AC-163 | 16 de abril de 2004     | Cabo Canaveral SLC-36A | Superbird 6                                                           | Sucesso   |               |
| AC-166 | 19 de maio de 2004      | Cabo Canaveral SLC-36B | AMC-11                                                                | Sucesso   |               |
| AC-167 | 31 de agosto de 2004    | Cabo Canaveral SLC-36A | Quasar 15 (SDS-3 4, USA-179)                                          | Sucesso   | Último voo.   |